# Solutré-Pouilly
Pour les articles homonymes, voir Solutré.
Solutré redirige ici.
Solutré-Pouilly, parfois abrégé en Solutré, est une commune française située dans le département de Saône-et-Loire, en région Bourgogne-Franche-Comté.
La commune est connue pour sa roche de Solutré, un escarpement calcaire surplombant la commune, qui fut un lieu de pèlerinage annuel pour François Mitterrand.

### Localisation

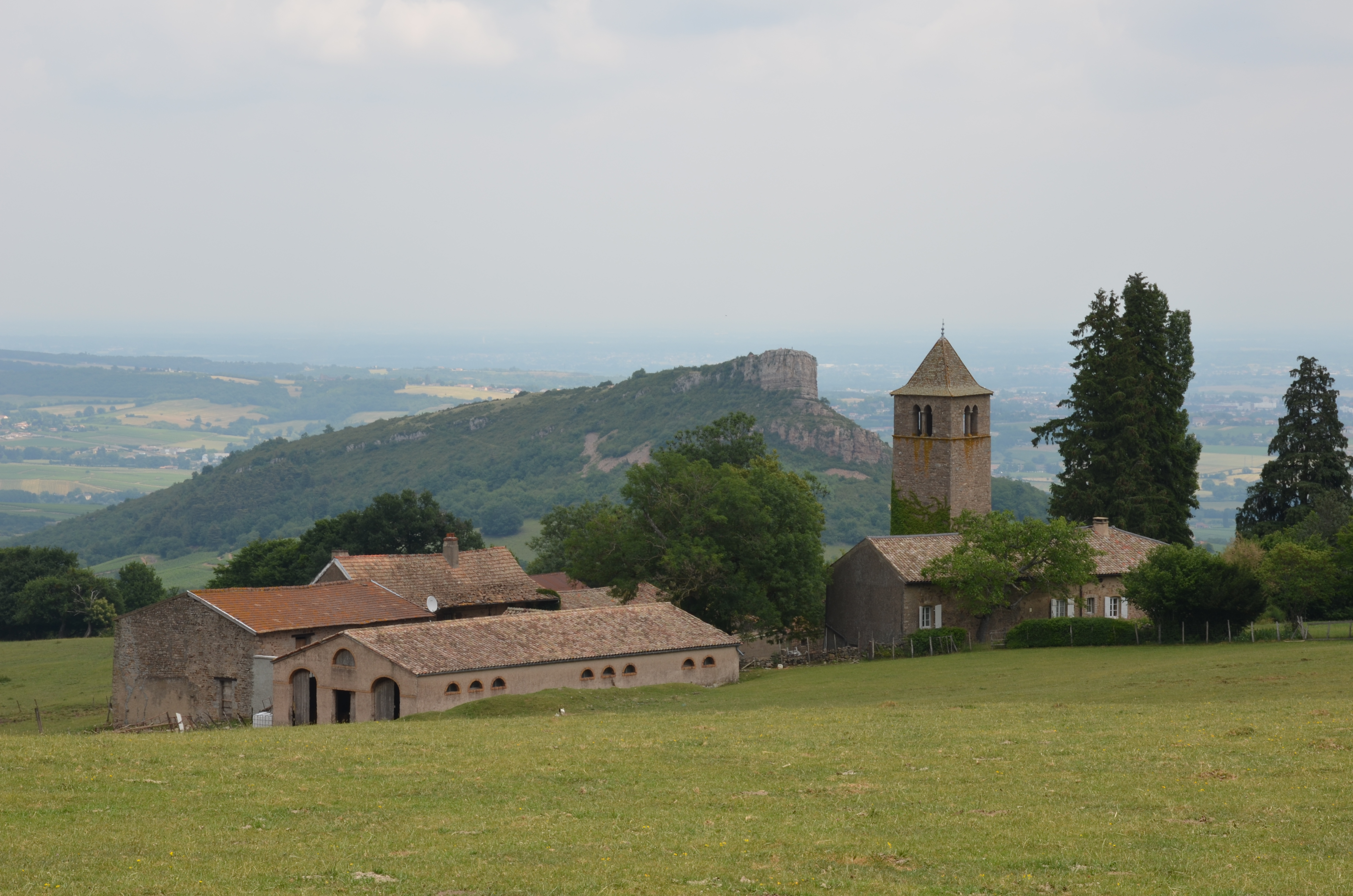
Vue sur la roche de Solutré au hameau La Grange du Bois.

### Géologie et relief

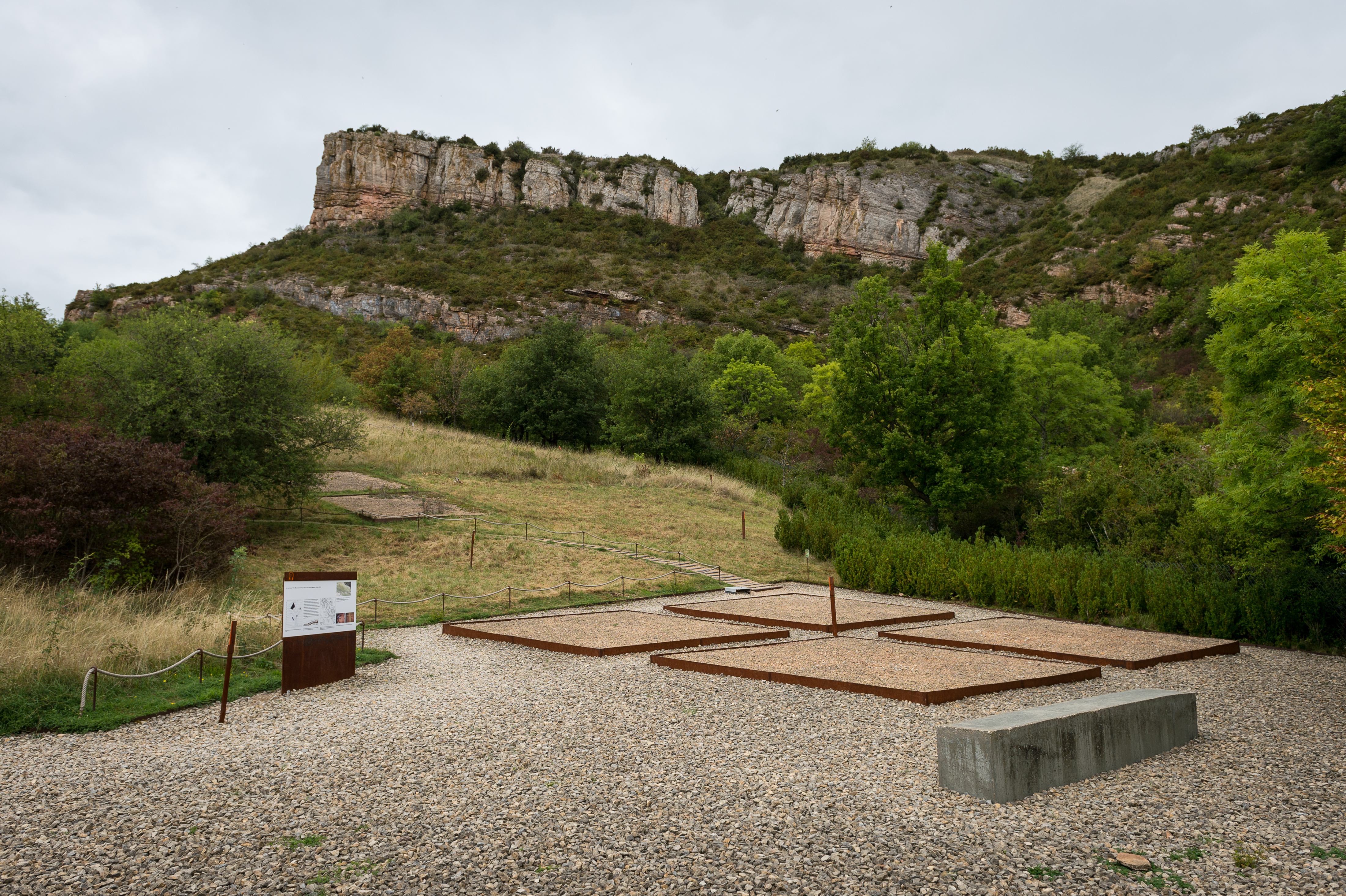
Le secteur P16 à Solutré, aujourd'hui sur le site du Musée départemental de Préhistoire de Solutré.

## Géographie

### Hydrographie
La commune est drainée par un cours d'eau intermittent, affluent du ruisseau Denante, un sous-affluent du Rhône par la Saône et la Petite Grosne.

### Climat
Pour des articles plus généraux, voir Climat de la Bourgogne-Franche-Comté et Climat de Saône-et-Loire.
En 2010, le climat de la commune est de type climat océanique altéré, selon une étude du Centre national de la recherche scientifique s'appuyant sur une série de données couvrant la période 1971-2000. En 2020, Météo-France publie une typologie des climats de la France métropolitaine dans laquelle la commune est dans une zone de transition entre le climat semi-continental et le climat de montagne et est dans la région climatique Bourgogne, vallée de la Saône, caractérisée par un bon ensoleillement (1 900 h/an), un été chaud (18,5 °C), un air sec au printemps et en été et des vents faibles.
Pour la période 1971-2000, la température annuelle moyenne est de 11,2 °C, avec une amplitude thermique annuelle de 17,8 °C. Le cumul annuel moyen de précipitations est de 901 mm, avec 10,3 jours de précipitations en janvier et 7,1 jours en juillet. Pour la période 1991-2020, la température moyenne annuelle observée sur la station météorologique de Météo-France la plus proche, « Mâcon », sur la commune de Charnay-lès-Mâcon à 5 km à vol d'oiseau, est de 12,3 °C et le cumul annuel moyen de précipitations est de 833,7 mm. 
La température maximale relevée sur cette station est de 39,8 °C, atteinte le 13 août 2003 ; la température minimale est de −21,4 °C, atteinte le 15 février 1956,,.
Les paramètres climatiques de la commune ont été estimés pour le milieu du siècle (2041-2070) selon différents scénarios d'émission de gaz à effet de serre à partir des nouvelles projections climatiques de référence DRIAS-2020. Ils sont consultables sur un site dédié publié par Météo-France en novembre 2022.

## Urbanisme

### Typologie
Au 1er janvier 2024, Solutré-Pouilly est catégorisée commune rurale à habitat dispersé, selon la nouvelle grille communale de densité à sept niveaux définie par l'Insee en 2022.
Elle est située hors unité urbaine. Par ailleurs la commune fait partie de l'aire d'attraction de Mâcon, dont elle est une commune de la couronne,. Cette aire, qui regroupe 105 communes, est catégorisée dans les aires de 50 000 à moins de 200 000 habitants,.

### Occupation des sols

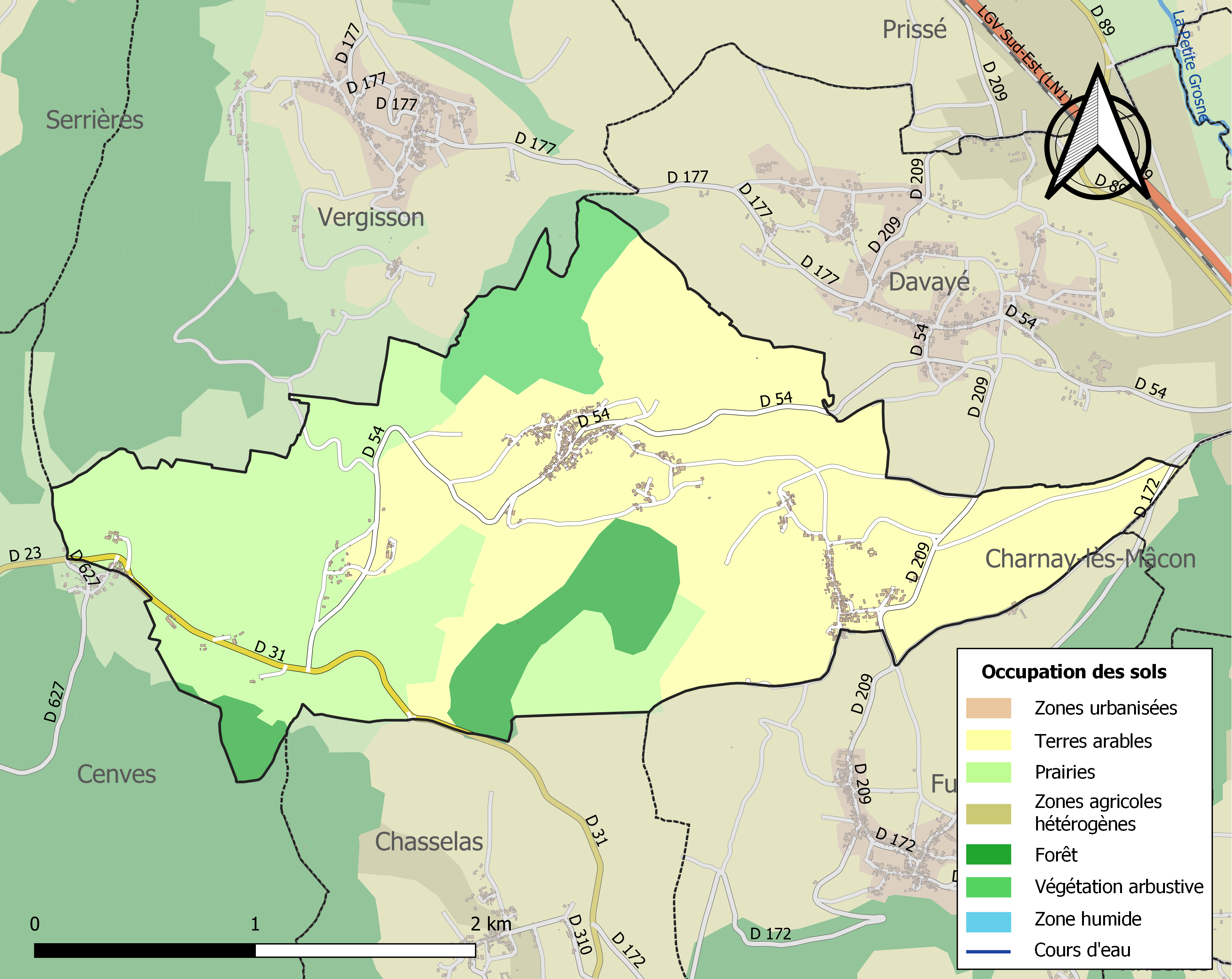
Carte des infrastructures et de l'occupation des sols de la commune en 2018 (CLC).

L'occupation des sols de la commune, telle qu'elle ressort de la base de données européenne d’occupation biophysique des sols Corine Land Cover (CLC), est marquée par l'importance des territoires agricoles (86,4 % en 2018), une proportion identique à celle de 1990 (86,4 %). La répartition détaillée en 2018 est la suivante : cultures permanentes (53,9 %), prairies (32,5 %), forêts (7,8 %), milieux à végétation arbustive et/ou herbacée (5,9 %). L'évolution de l’occupation des sols de la commune et de ses infrastructures peut être observée sur les différentes représentations cartographiques du territoire : la carte de Cassini (XVIIIe siècle), la carte d'état-major (1820-1866) et les cartes ou photos aériennes de l'IGN pour la période actuelle (1950 à aujourd'hui).

### Lieux-dits, hameaux et écarts
Le village de Solutré-Pouilly compte quelques hameaux situés plus en hauteur. Les Condemines, à environ 410 mètres d'altitude qui comprend une seule habitation. La Grange Murger, situé à une centaine de mètres comprend trois habitations et cinq habitants. Au-dessus, à 450 m d'altitude, le Gros Bois compte 13 habitations et 28 habitants. Enfin, la Grange du Bois, situé à environ 500 m d'altitude compte une quarantaine d'habitants, mais une partie d'entre eux reviennent sur Mâcon l'hiver en raison des conditions climatiques qui rendent souvent les déplacements difficiles en voiture.

### Habitat et logement
En 2020, le nombre total de logements dans la commune était de 235, alors qu'il était de 210 en 2015 et de 227 en 2010.
Parmi ces logements, 75,3 % étaient des résidences principales, 11,7 % des résidences secondaires et 13 % des logements vacants. Ces logements étaient pour 86,6 % d'entre eux des maisons individuelles et pour 13,4 % des appartements.
Le tableau ci-dessous présente la typologie des logements à Solutré-Pouilly en 2020 en comparaison avec celle de Saône-et-Loire et de la France entière. Une caractéristique marquante du parc de logements est ainsi une proportion de résidences secondaires et logements occasionnels (11,7 %) supérieure à celle du département (7,4 %) et à celle de la France entière (9,7 %). Concernant le statut d'occupation de ces logements, 73 % des habitants de la commune sont propriétaires de leur logement (68 % en 2015), contre 64,2 % pour la Saône-et-Loire et 57,5 pour la France entière.
| Typologie                                               | Solutré-Pouilly | Saône-et-Loire | France entière |
| ------------------------------------------------------- | --------------- | -------------- | -------------- |
| Résidences principales (en %)                           | 75,3            | 82,3           | 82,1           |
| Résidences secondaires et logements occasionnels (en %) | 11,7            | 7,4            | 9,7            |
| Logements vacants (en %)                                | 13              | 10,2           | 8,2            |

## Histoire

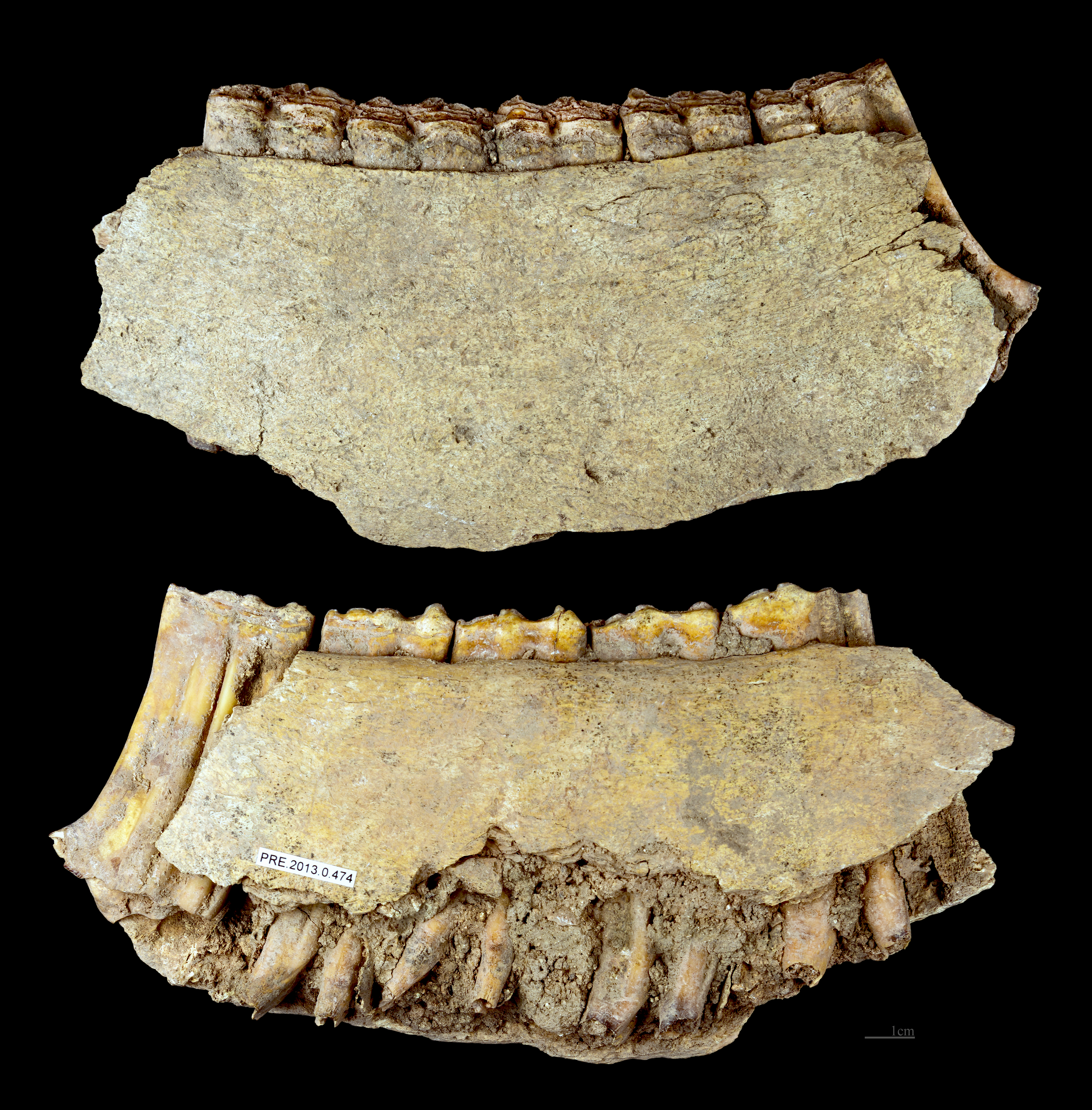
Fragment de mandibules de cheval, trouvé à Solutré et préservé au Muséum de Toulouse.

### Préhistoire
À proximité de l'éperon rocheux de Solutré, les chasseurs solutréens (entre 22 000 et 17 000 avant le présent) guettaient les immenses troupeaux de chevaux qui venaient de la Bresse et de la vallée de la Saône. Les chasseurs préhistoriques les surprenaient sur leur itinéraire de migration saisonnière et les abattaient en grand nombre. Les restes de plus de 100 000 équidés ont été mis au jour au pied de la roche.

## Politique et administration

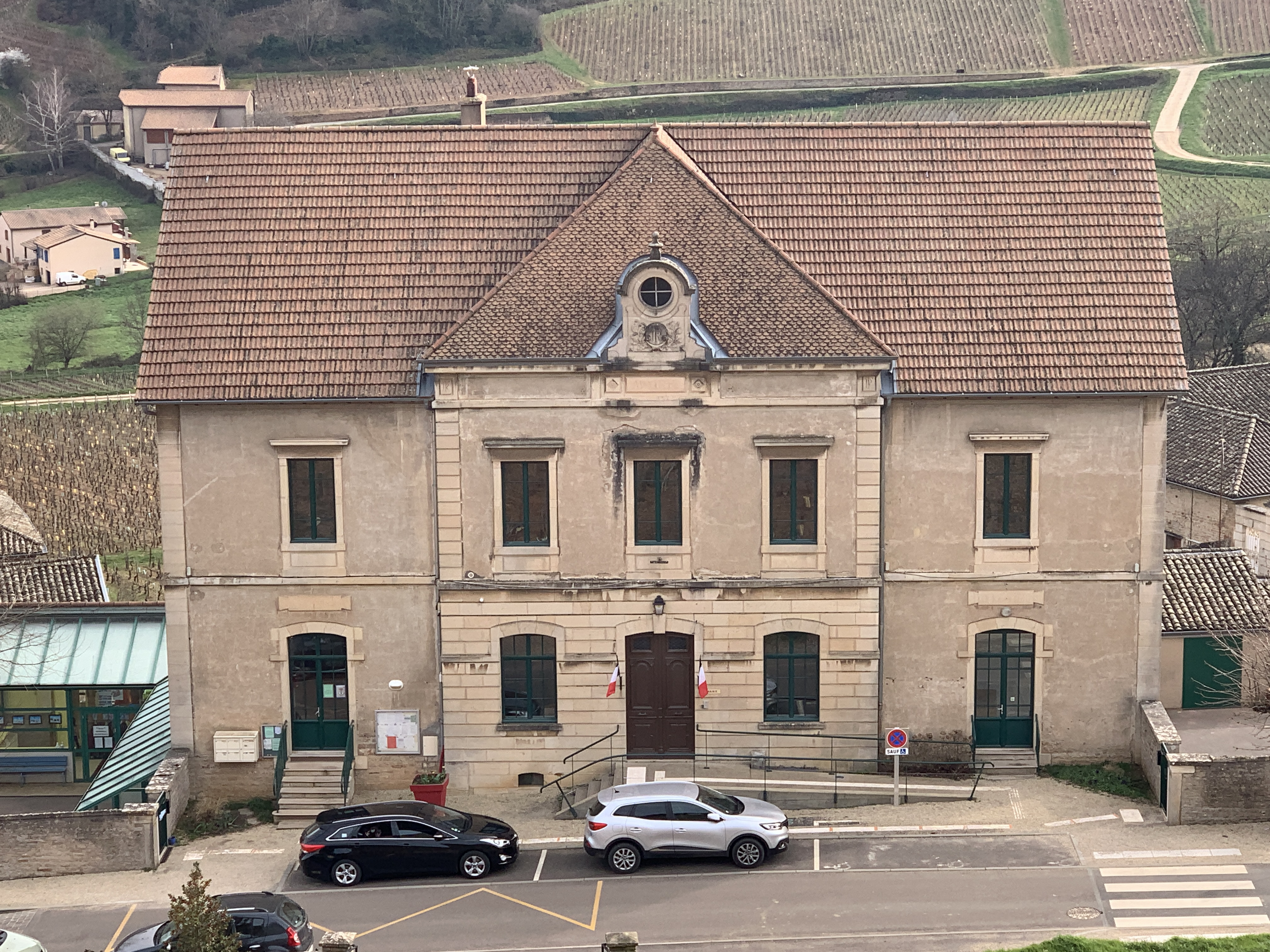
La mairie.

### Rattachements administratifs et électoraux

#### Rattachements administratifs
La commune se trouve  dans l'arrondissement de Mâcon du département de Saône-et-Loire.
Elle faisait partie depuis 1801 du canton de Mâcon-Sud. Dans le cadre du redécoupage cantonal de 2014 en France, cette circonscription administrative territoriale a disparu, et le canton n'est plus qu'une circonscription électorale.

#### Rattachements électoraux
Pour les élections départementales, la commune fait partie depuis 2014 du canton de La Chapelle-de-Guinchay
Pour l'élection des députés, elle fait partie de la première circonscription de Saône-et-Loire.

### Intercommunalité
Solutré-Pouilly était membre de la communauté d'agglomération du Mâconnais - Val de Saône, un établissement public de coopération intercommunale (EPCI) à fiscalité propre créé en 2004 et auquel la commune avait transféré un certain nombre de ses compétences, dans les conditions déterminées par le code général des collectivités territoriales.
Dans le cadre des dispositions de la loi portant nouvelle organisation territoriale de la République du 7 août 2015, qui prévoit que les établissements publics de coopération intercommunale (EPCI) à fiscalité propre doivent avoir un minimum de 15 000 habitants, cette intercommunalité a fusionné avec sa voisine pour former, le 1er janvier 2017, la communauté d'agglomération dénommée" Mâconnais Beaujolais Agglomération, dont est désormais membre la commune.

## Vignoble

Carte des vignobles du Mâconnais.

### Liste des maires
| Période                                  | Période                        | Identité             | Étiquette | Qualité                                                                               |
| ---------------------------------------- | ------------------------------ | -------------------- | --------- | ------------------------------------------------------------------------------------- |
| Les données manquantes sont à compléter. |                                |                      |           |                                                                                       |
|                                          |                                |                      |           |                                                                                       |
| mars 1965                                | mars 1989                      | Fernand Buccianeri   | MRG       | Journaliste, résistant, déporté Grand officier de la Légion d'honneur                 |
| mars 1989                                |                                | Jean-Claude Lapierre | SE        |                                                                                       |
|                                          |                                |                      |           |                                                                                       |
| mars 2001                                | 2014                           | Annie Besson         | SE        |                                                                                       |
| 2014                                     | octobre 2023                   | Jean-Claude Lapierre | SE        | Vice-président de la CA Mâconnais Beaujolais Agglomération ( ? → 2023) Démissionnaire |
| octobre 2023,                            | En cours (au 30 novembre 2023) | Alban Vossion        |           | Cadre dirigeant                                                                       |

## Population et société

### Démographie
L'évolution du nombre d'habitants est connue à travers les recensements de la population effectués dans la commune depuis 1793. Pour les communes de moins de 10 000 habitants, une enquête de recensement portant sur toute la population est réalisée tous les cinq ans, les populations de référence des années intermédiaires étant quant à elles estimées par interpolation ou extrapolation. Pour la commune, le premier recensement exhaustif entrant dans le cadre du nouveau dispositif a été réalisé en 2007.

En 2022, la commune comptait 342 habitants, en évolution de −4,2 % par rapport à 2016 (Saône-et-Loire : −1,06 %, France hors Mayotte : +2,11 %).
| 1793 | 1800 | 1806 | 1821 | 1831 | 1836 | 1841 | 1846 | 1851 |
| ---- | ---- | ---- | ---- | ---- | ---- | ---- | ---- | ---- |
| 630  | 555  | 656  | 653  | 667  | 658  | 641  | 575  | 554  |

| 1856 | 1861 | 1866 | 1872 | 1876 | 1881 | 1886 | 1891 | 1896 |
| ---- | ---- | ---- | ---- | ---- | ---- | ---- | ---- | ---- |
| 520  | 532  | 538  | 536  | 553  | 562  | 600  | 566  | 518  |

| 1901 | 1906 | 1911 | 1921 | 1926 | 1931 | 1936 | 1946 | 1954 |
| ---- | ---- | ---- | ---- | ---- | ---- | ---- | ---- | ---- |
| 509  | 524  | 505  | 450  | 409  | 394  | 397  | 396  | 393  |

| 1962 | 1968 | 1975 | 1982 | 1990 | 1999 | 2006 | 2007 | 2012 |
| ---- | ---- | ---- | ---- | ---- | ---- | ---- | ---- | ---- |
| 387  | 378  | 374  | 360  | 366  | 424  | 385  | 379  | 365  |

| 2017 | 2022 | - | - | - | - | - | - | - |
| ---- | ---- | - | - | - | - | - | - | - |
| 358  | 342  | - | - | - | - | - | - | - |

## Cultes
Solutré-Pouilly appartient à l'une des sept paroisses catholiques composant le doyenné de Mâcon (doyenné relevant du diocèse d'Autun) : la paroisse Saint-Vincent en Val-Lamartinien, paroisse qui a son siège à La Roche-Vineuse et qui regroupe quinze villages du Mâconnais.

## Culture locale et patrimoine

### Lieux et monuments
- La roche de Solutré.
- Le Musée départemental de Préhistoire de Solutré, inauguré en 1987, crée sur l'initiative du conseil général de Saône-et-Loire dans le but de présenter sur les lieux de leur découverte les collections du site préhistorique découvert en 1866 par Adrien Arcelin[21].
- Le vignoble du pouilly-fuissé.
- L'église Saint-Pierre de Solutré : église romane bâtie au Xe siècle. La nef a été allongée au XIXe siècle. La voûte a été reconstruite en 1970 à la suite de son effondrement. Le clocher a été remanié en 1997. L'abside et le début de la nef sont d'origine.
- Le château de Pouilly : manoir fortifié bâti au XVIe siècle.
- Le fief de la Grange-Murger : le fief des Murgers a appartenu jusqu'à la fin du XVIIIe siècle à la famille Tupinier (dont maître Emilian Tupinier, conseiller du roi en l'élection de Mâcon) puis jusqu'au début du XXe siècle à la famille Lassarat (de) (dont maître Pierre de La Sarra[22], notaire et procureur royal en Beaujolais).

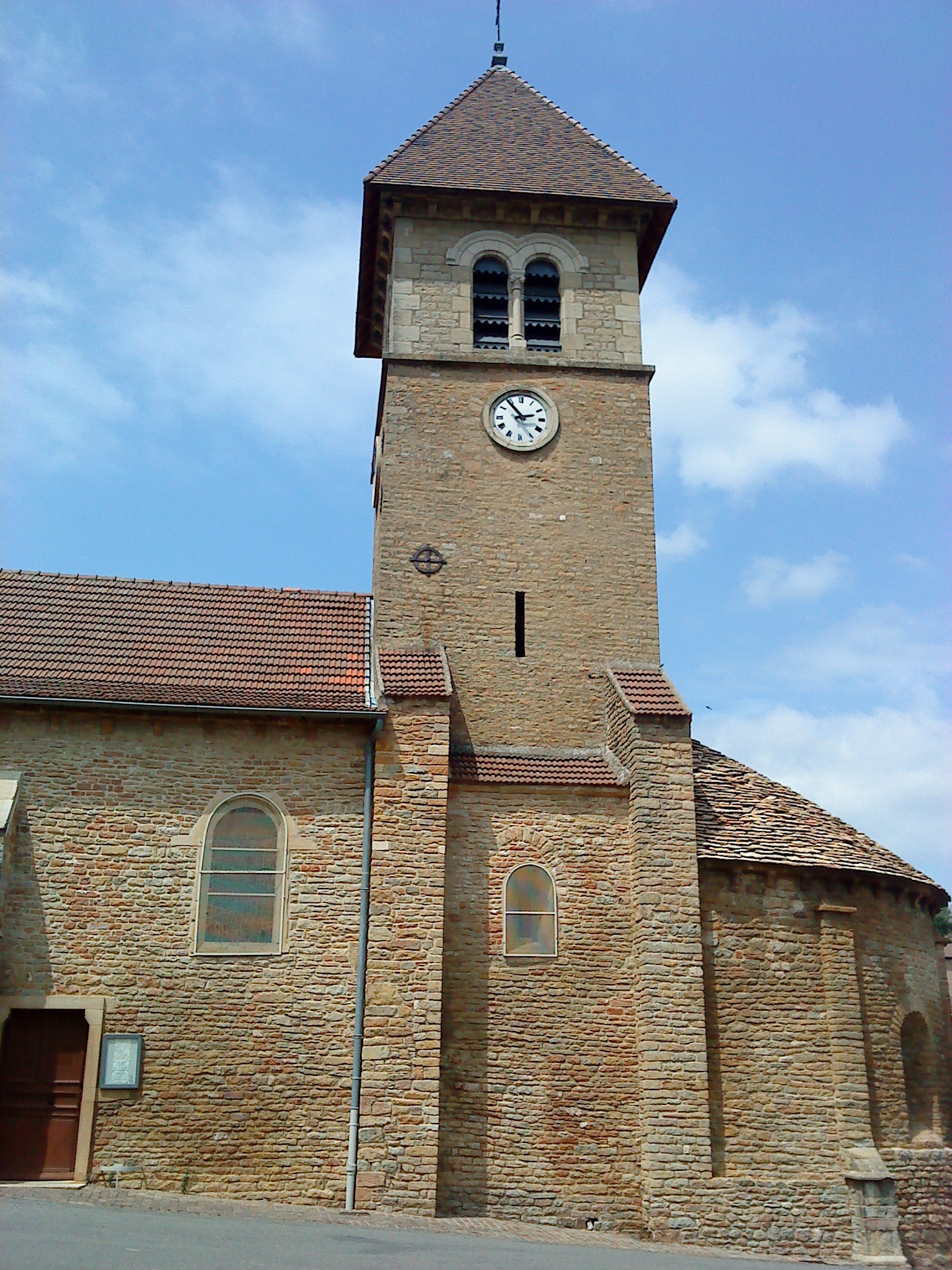
Église Saint-Pierre de Solutré.
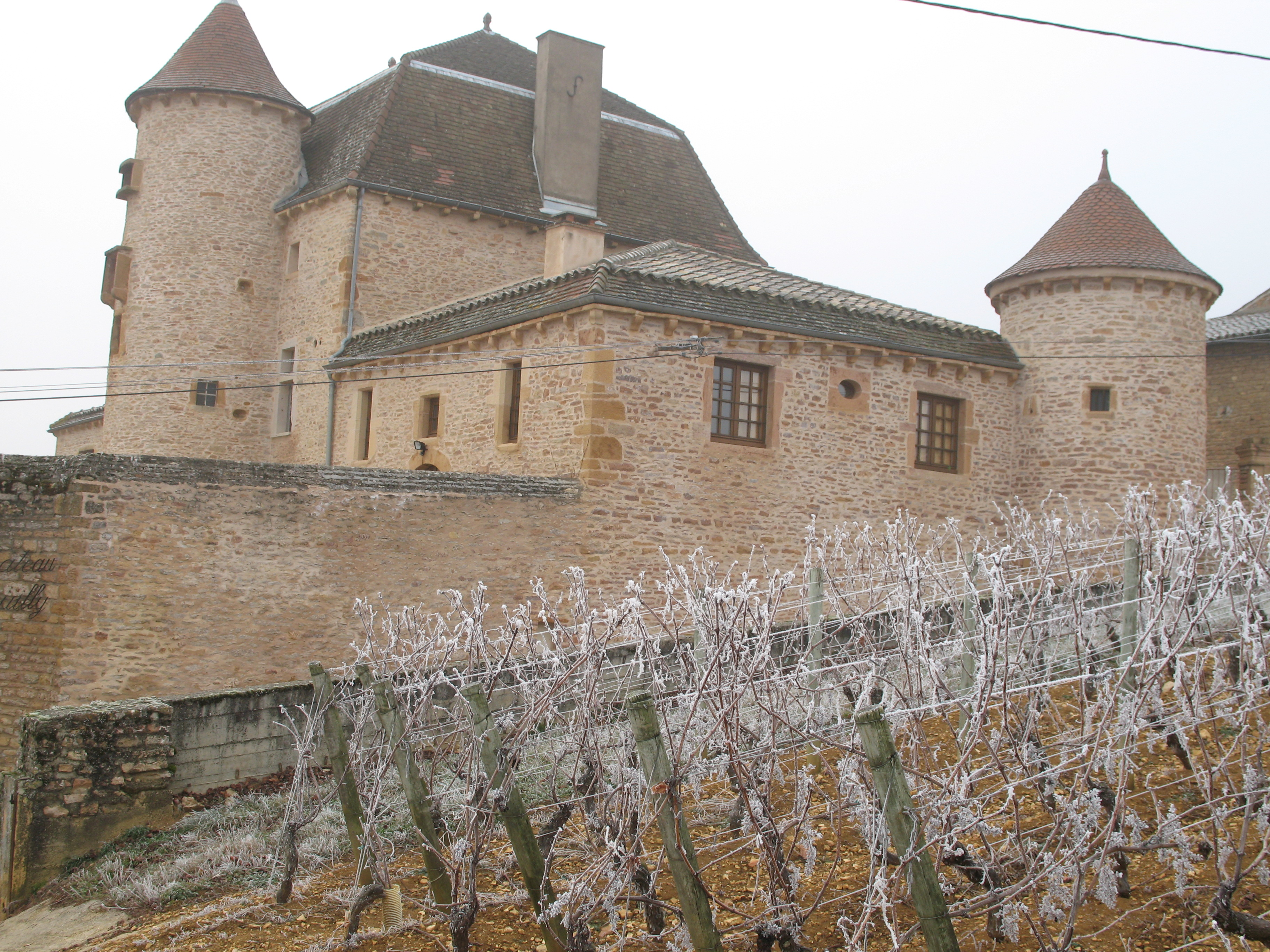
Château de Pouilly.
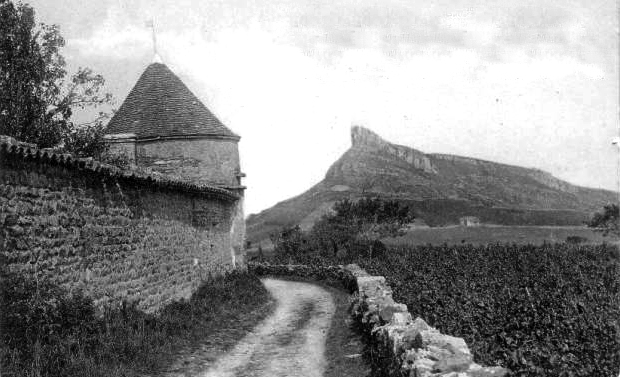
Le manoir des Murgers.
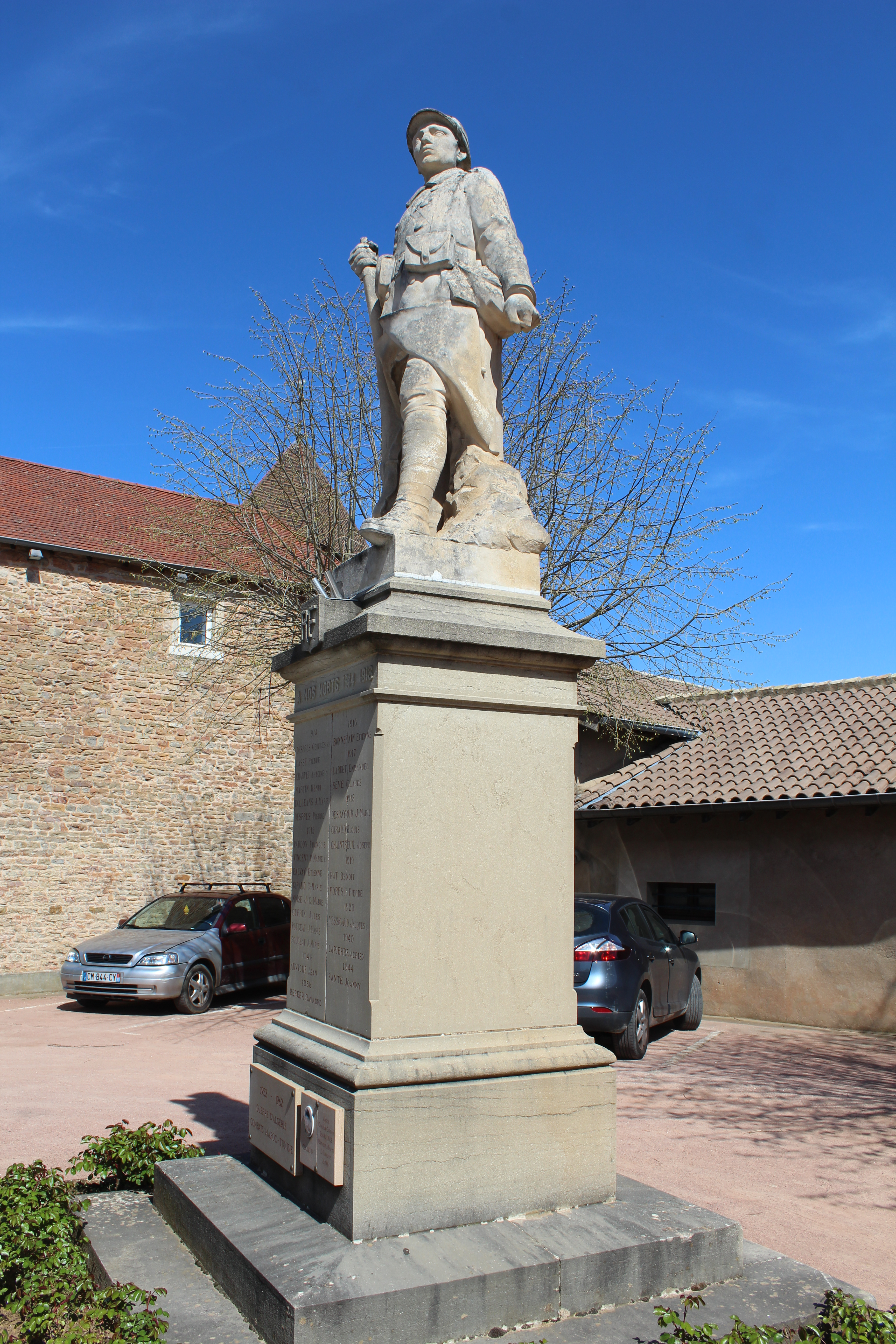
Le monument aux morts.
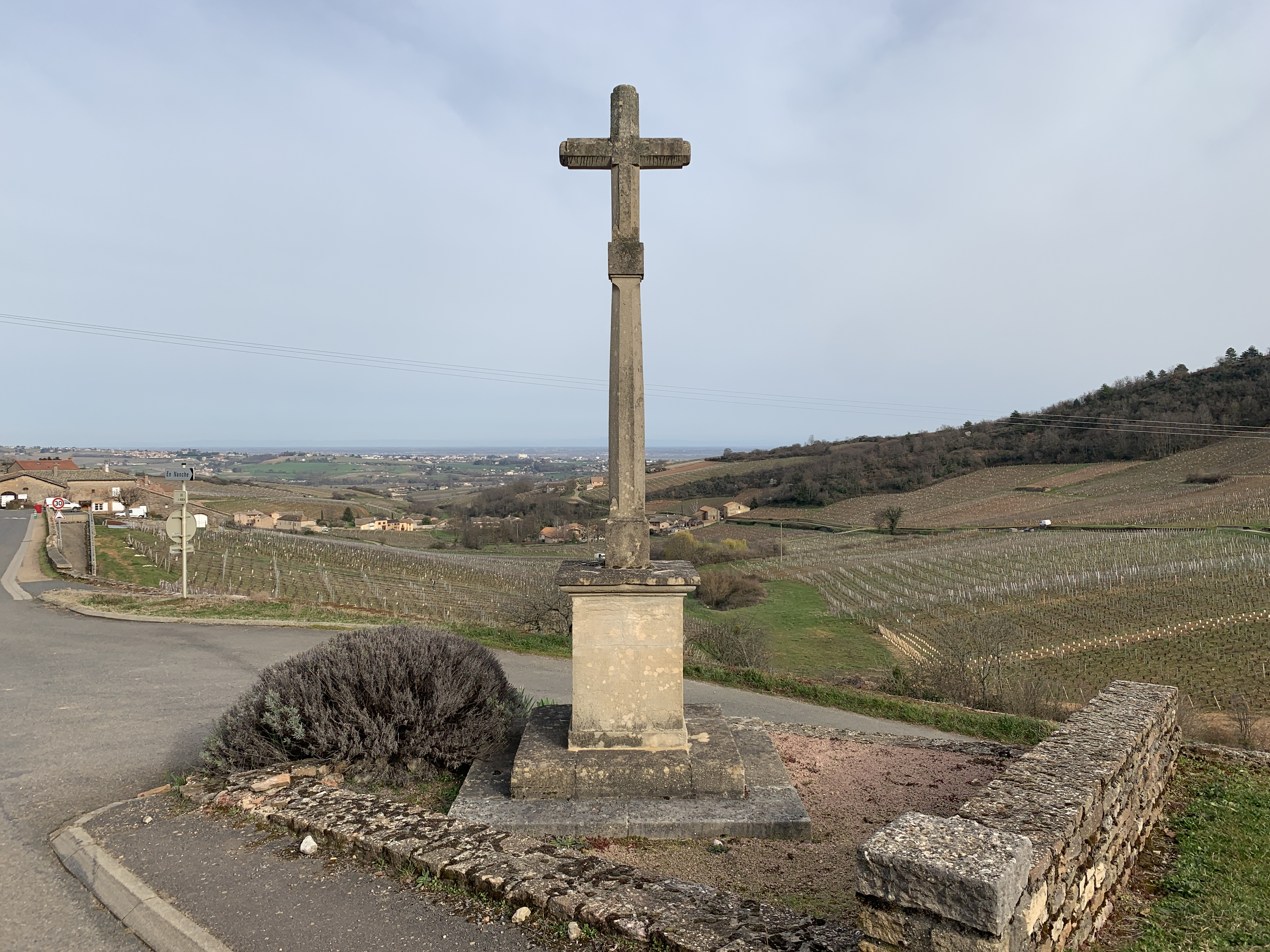
Croix de Nanche.
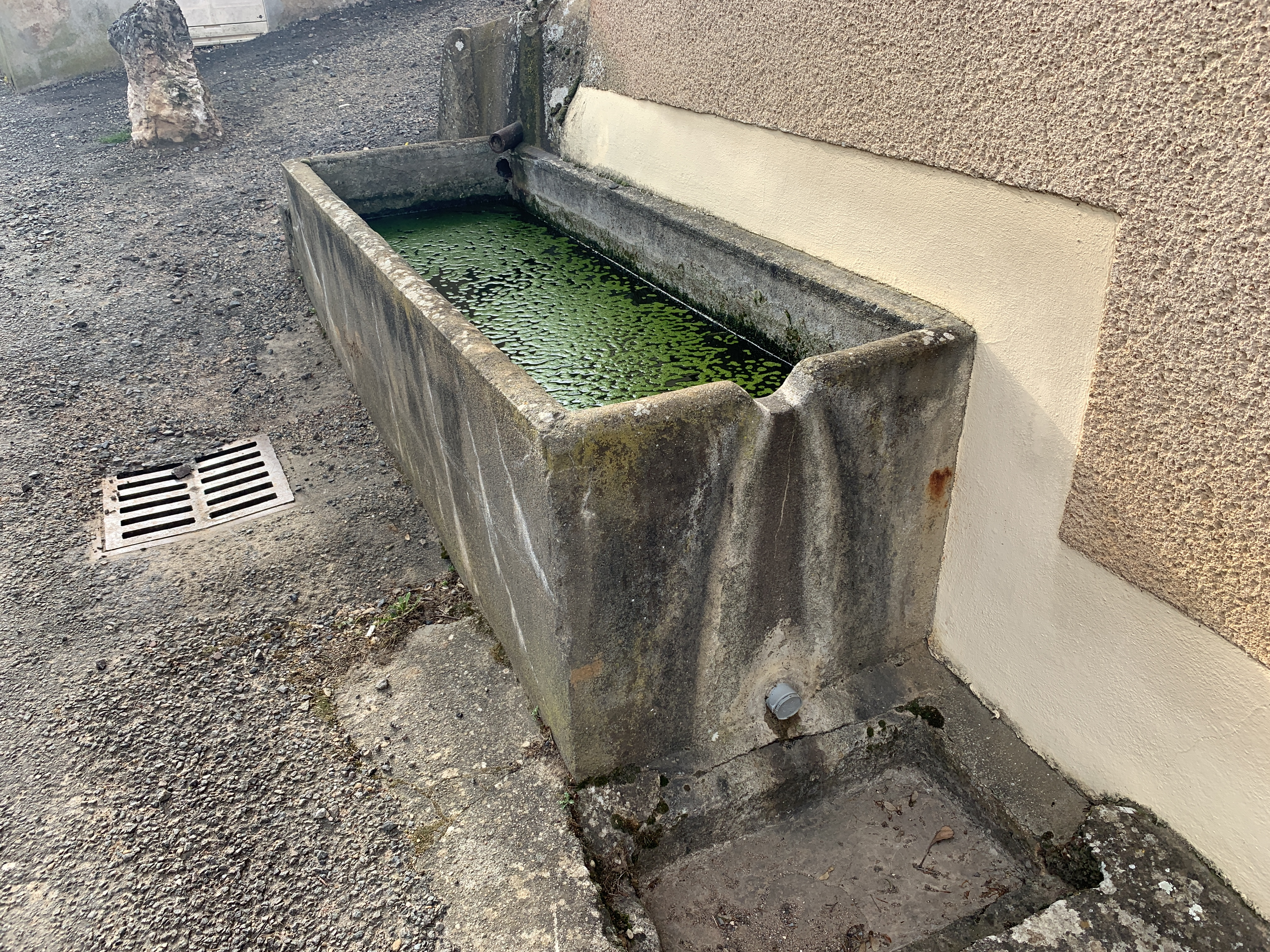
Fontaine de la rue de l'école.
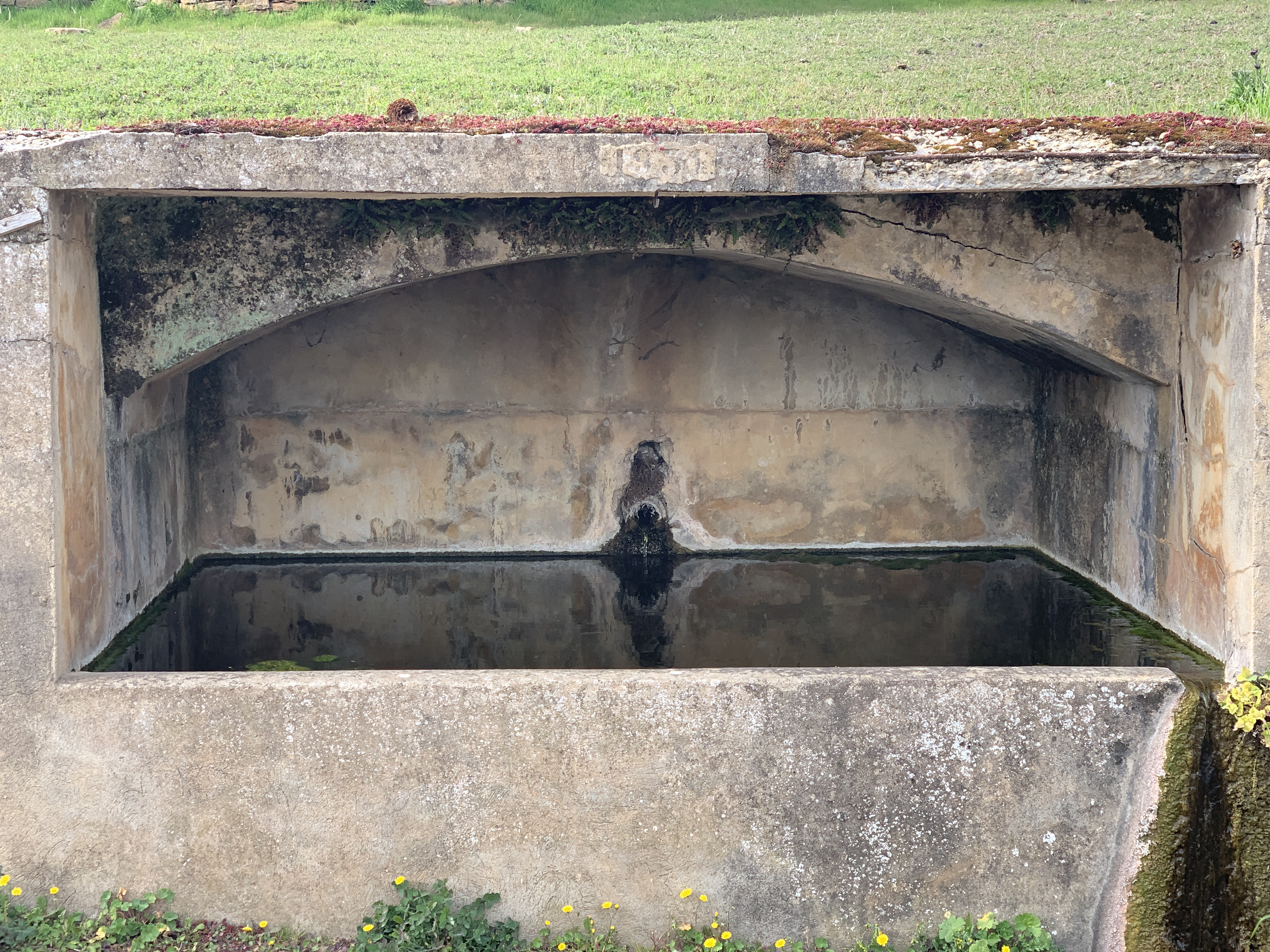
Fontaine datant de 1931, route de la Roche
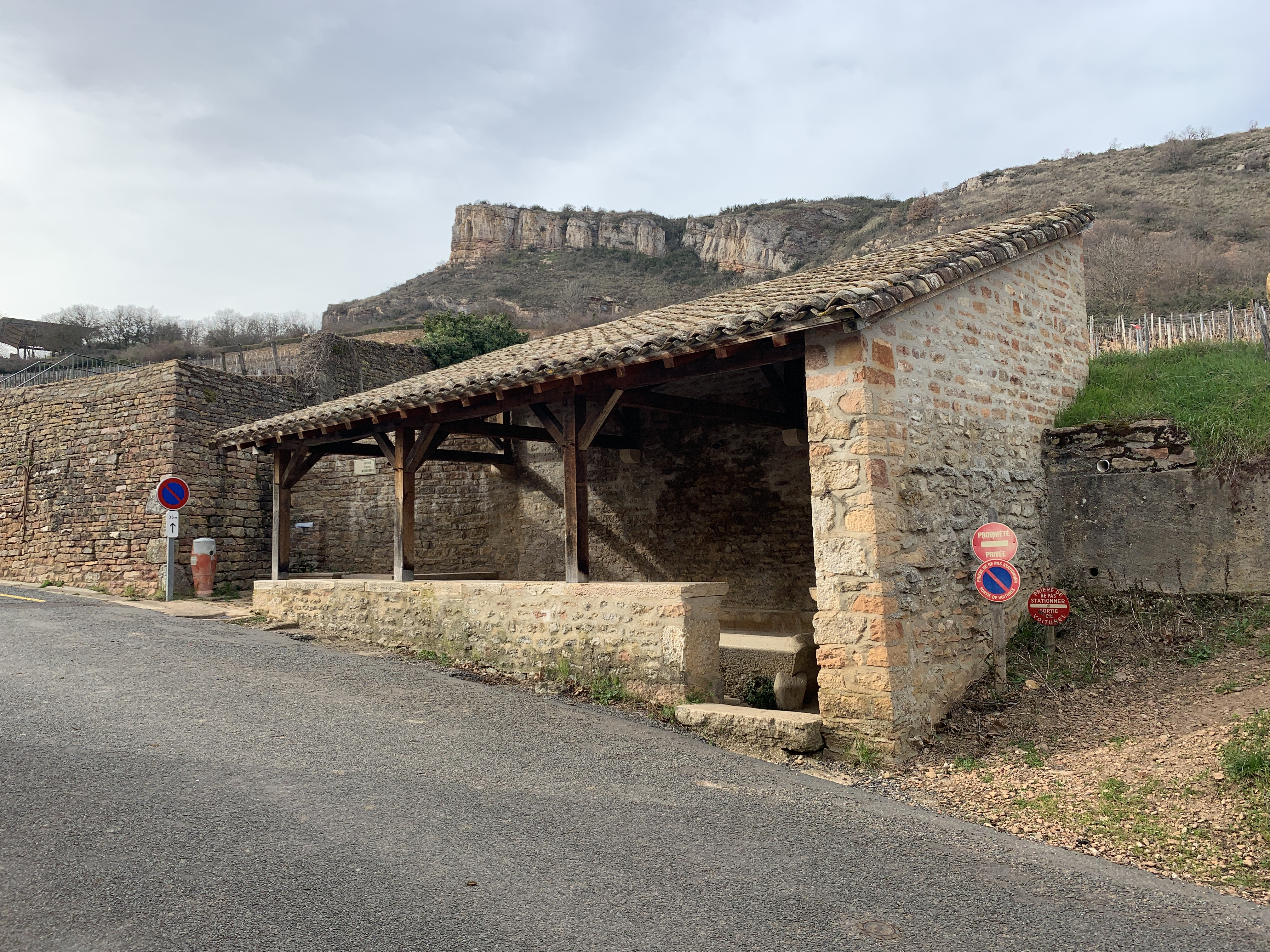
Lavoir François Mitterrand.

### Personnalités liées à la commune

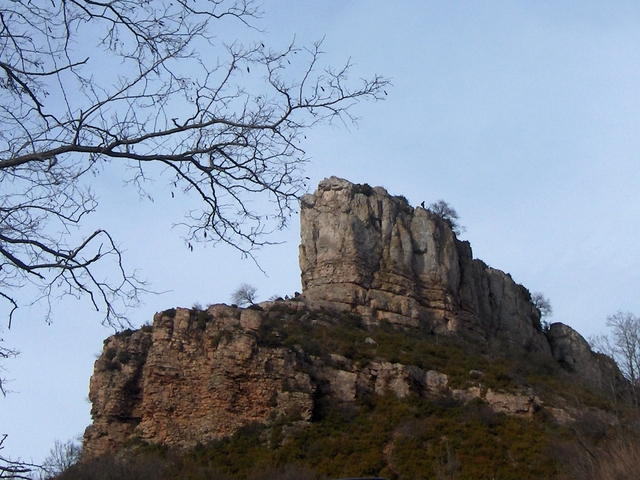
La roche de Solutré.

François Mitterrand et son épouse se sont rencontrés pour la première fois dans cette commune pendant l'époque de la Résistance. Pendant les week-ends de Pentecôte, l'ancien président avait l'habitude de faire un pèlerinage sur la petite colline de Solutré.

## Pour approfondir